# Canton
|  | Per a altres significats, vegeu «Canton (desambiguació)». |

Canton o Guangzhou (en xinès tradicional: 廣州, en xinès simplificat: 广州, pinyin: Guǎngzhōu, Yale: Gwóngjàu, jyutping: Gwong2zau1) és una ciutat de la Xina, capital de la província meridional de Guangdong.
Situada al riu Perla, a uns 120 km al nord-nord-oest de Hong Kong i a 145 km al nord de Macau, Canton té més de 2.200 anys d'història i va ser una de les principals terminals de la Ruta de la seda marítima, i continua servint com a important port i centre de transport, així com una de les tres ciutats més grans de la Xina. Durant molt temps, va ser l'únic port xinès accessible per a la majoria dels comerciants estrangers. Canton va ser capturada pels britànics durant la Primera Guerra de l'Opi. En no gaudir del monopoli després de la guerra, va perdre el comerç amb altres ports com Hong Kong i Shanghai, però va continuar servint com a important port de transbordament.
Canton es troba al cor de l’àrea metropolitana urbana més poblada de la Xina continental, que s'estén a les ciutats veïnes de Foshan, Dongguan, Zhongshan, Shenzhen i part de Jiangmen, Huizhou, Zhuhai i Macau, formant l’aglomeració urbana més gran de Terra amb més de 65,57 milions d'habitants i part de la zona econòmica del delta del riu Perla. Administrativament, la ciutat té estatus subprovincial. La població immigrant nacional procedent d'altres províncies de la Xina suposava el 40% de la població total de la ciutat el 2008. Juntament amb Shanghai, Pequín i Shenzhen, Canton té un dels mercats immobiliaris més cars de la Xina. Segons el cens del 2020, la població de l’àmplia àrea administrativa de la ciutat era de 18.676.605 habitants i 16.492.590 vivien a 9 districtes urbans (tots menys Conghua i Zengcheng).

## Geografia
Situada vora el delta dels rius Xi, Bei i Dong, la ciutat s'estén al llarg de la vora esquerra del riu Perla. El nucli antic és el centre d'afers mentre que el sector modern es troba a l'oest de la ciutat, també hi ha un barri flotant d'embarcacions densament poblat. Disposa de port per a vaixells oceànics, el qual és el més gran del sud de la Xina, i s'encarrega de les exportacions de te, sucre, porcellana i seda.

### Nom

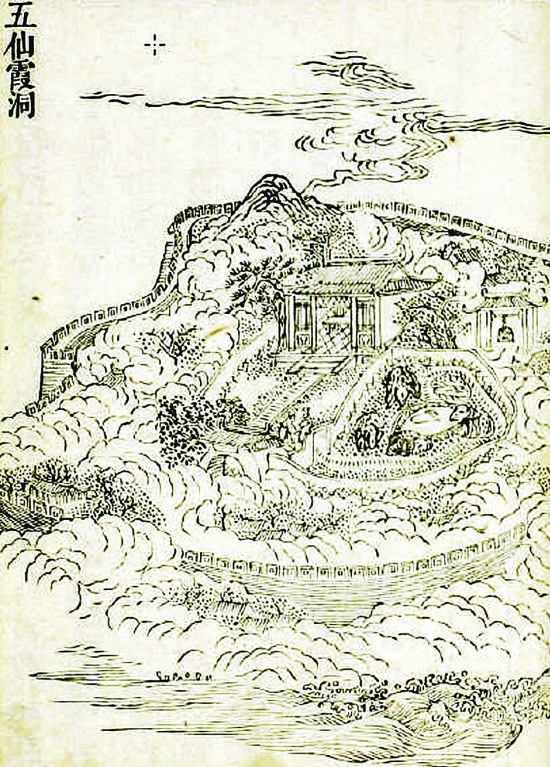
Retrat de la Gruta dels Cinc Immortals, el temple Taoista al voltant de les cinc pedres que van donar a Guangzhou el seu sobrenom de "La ciutat de les flors"

Guǎngzhōu és la romanització oficial del nom xinès 广州. El nom de la ciutat està pres de l'antiga "Prefectura de Guǎng" després d'haver-se convertit en la seu del govern de la prefectura, que és com algunes altres ciutats xineses, incloses Hangzhou, Suzhou, i Fuzhou van obtenir els seus noms. El caràcter xinès 廣 o 广—que també apareix en els noms de les províncies Guangdong i Guangxi, junts anomenats Liangguang—significa "ampli" o "expansiu" i es refereix a la intenció de dispensar la gràcia Imperial àmpliament a la regió amb la fundació del comtat de Guangxin a la Dinastia Han.
Abans d'adquirir el seu nom actual, la ciutat era coneguda com a Panyu (Punyü; 番禺), nom que encara porta un dels districtes de Guangzhou no gaire lluny de la ciutat principal. L'origen del nom és encara incert, amb 11 explicacions diverses que s'ofereixen, que també podria haver-se referit a dues muntanyes locals. La ciutat també ha estat coneguda de vegades com Guangzhou Fu o Guangfu després de la seva condició de capital d'una prefectura. A partir d'aquest darrer nom, Guangzhou era conegut pels perses medievals com Al-Masudi i Ibn Khordadbeh com a Khanfu (خانفو). Sota el Han del Sud, la ciutat va passar a anomenar-se Xingwang Fu ((xinès)).
L'abreviació xinesa de Canton és Sui (穗, en pinyin sùi). La ciutat té els sobrenoms de Wuyangcheng (la ciutat de les cinc cabres), Yangcheng (ciutat de les cabres), Huacheng (ciutat de les flors) o Suicheng.

## Història

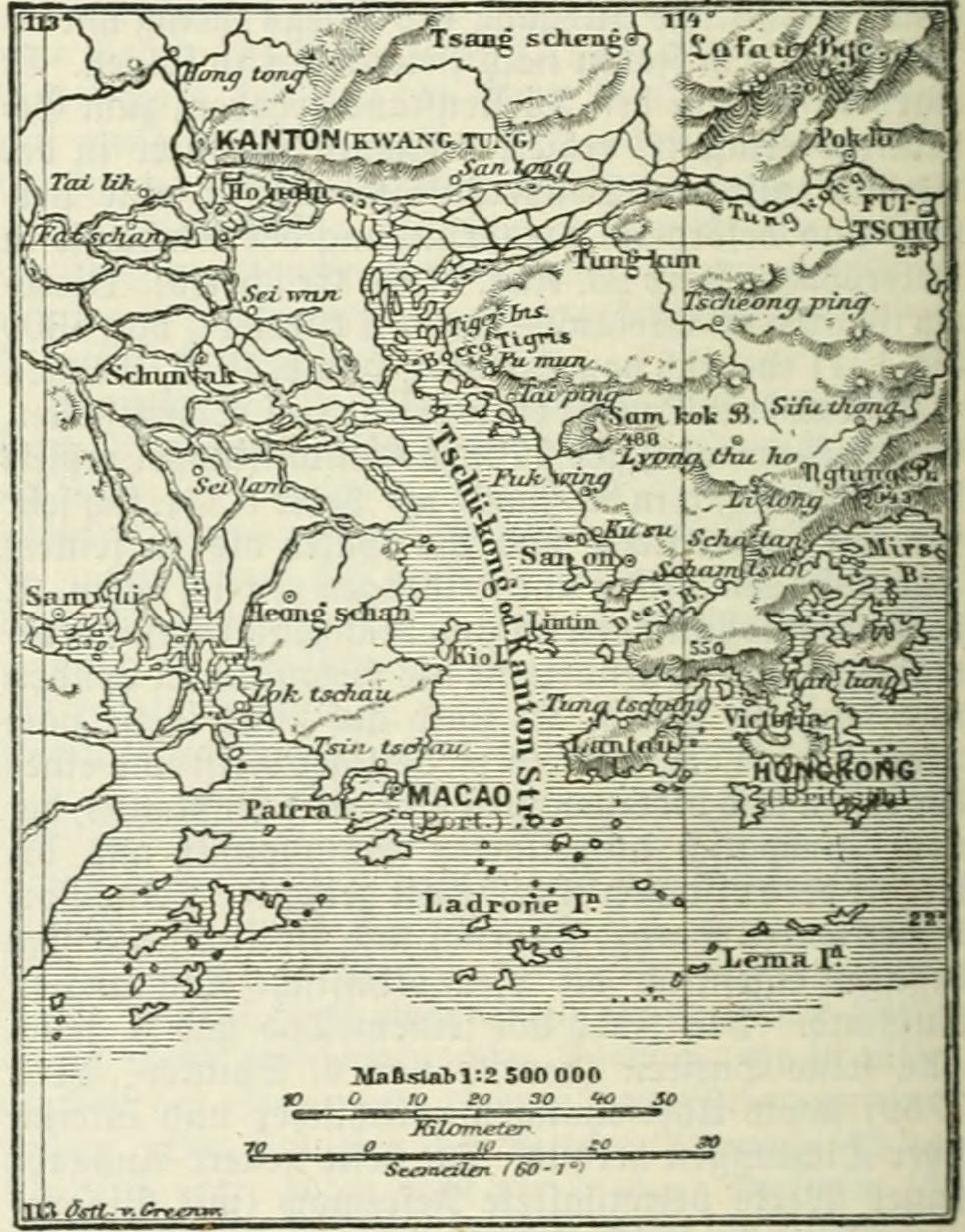
Antic mapa alemany de 1888 de Canton, Macau i Hong Kong

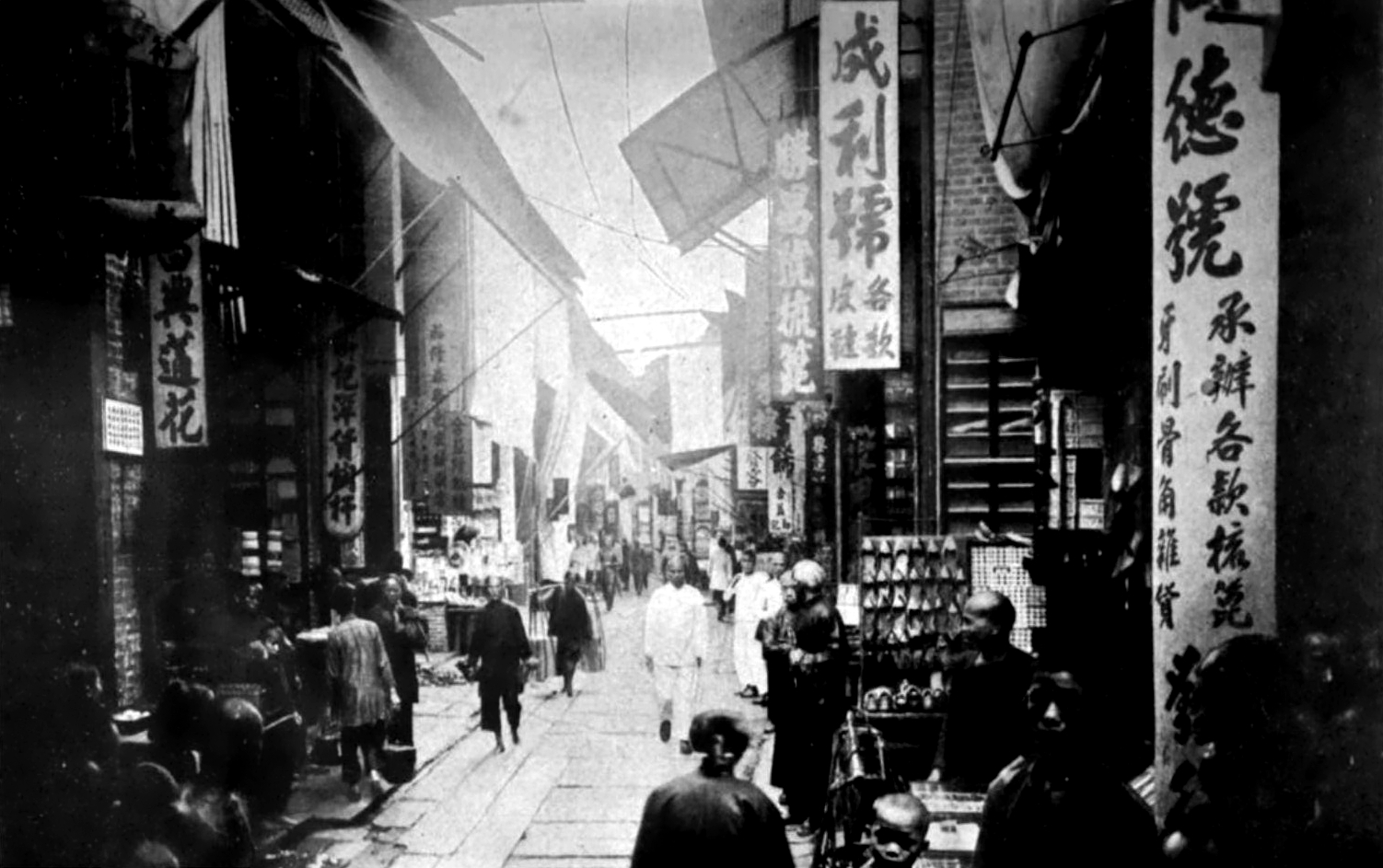
Un carrer de Canton (1919)

Es creu que la primera ciutat fou construïda el 214 aC, i es deia Panyu (番禹; els nadius ho pronunciaven en cantonès Poon Yu) i ha tingut una ocupació continuada des de llavors. L'any 206 aC, es convertí en la capital del Regne Nanyue (南越), i la ciutat fou expandida. La dinastia Han s'annexà Nanyue en el 111 aC, i Panyu es convertí en la capital provincial i així ha continuat fins hui en dia. Panyu fou reanomenada Guangzhou el 226.
Canton fou saquejada pels àrabs i els perses l'any 758 quan governava l'emperador Suzong de la dinastia Tang. Durant aquesta etapa, esdevingué el primer port d'arribada dels comerciants indis i àrabs, però en la següent etapa, la de la dinastia Song (900-1279), s'aconseguí la prosperitat de la ciutat. Su Shi, un cèlebre poeta visità el temple de Baozhuangyan (fundat en 537), i donà un manuscrit anomenat "liu rong" (sis banians) al temple, és per això que en l'actualitat aquest temple es coneix com el "temple Liu Rong".
Més endavant, es convertí en el primer port xinès visitat regularment pels europeus: els portuguesos hi arribaren l'any 1514, els anglesos el 1699, els francesos el 1725 i els holandesos el 1762. L'any 1711, la Companyia Britànica de les Índies Orientals hi establí un lloc de comerç.
Després del tancament de l'Imperi xinès al comerç en 1757, Canton fou l'únic obert al comerç amb Europa, i havia de ser a través les tretze factories. A mitjan segle xix, el contraban de l'opi provocà violents incidents entre xinesos i britànics que van originar l'anomenada "Primera Guerra de l'Opi". Canton fou un dels cinc ports que restaren oberts al comerç estranger pel Tractat de Nanjing, signat l'any 1842 entre el Regne Unit i la Xina, juntament amb els ports de Fuzhou, Xiamen, Ningbo i Shanghai.
Durant el segle xx, el port fou un centre d'emigració xinesa a ultramar i es convertí també en un focus d'entrada a la Xina d'idees i mètodes occidentals que convertiren la ciutat en un focus important en les revolucions que es produïren al país. El 1917 es convertí en seu del govern republicà establert per Sun Yat-sen, president del Kuomintang, i escenari d'un aixecament comunista reprimit per Chiang Kai-shek l'any 1927. Fou presa pels japonesos durant la Segona Guerra Mundial però retornà a la Xina l'any 1945.

## Administració
Canton té jurisdicció directa sobre deu districtes i dues ciutats.
El 28 d'abril de 2005, s'aboliren els districtes de Dongshan i Fangcun, i es van unir als districtes de Yuexiu i Liwan respectivament. El districte de Nansha es va establir després de la seva escissió de Panyu, i el de Luogang es va crear amb parts de Baiyun, Tianhe, Zengcheng i Huangpu.
| Nom        | Caràcter xinès (Hanzi) | Pinyin        |            |            |
| Districtes | Districtes             | Districtes    | Districtes | Districtes |
| ---------- | ---------------------- | ------------- | ---------- | ---------- |
| Yuexiu     | 越秀区 / 越秀區        | Yuèxiù Qū     |            |            |
| Liwan      | 荔湾区 / 荔灣區        | Lìwān Qū      |            |            |
| Haizhu     | 海珠区 / 海珠區        | Hǎizhū Qū     |            |            |
| Tianhe     | 天河区 / 天河區        | Tiānhé Qū     |            |            |
| Baiyun     | 白云区 / 白雲區        | Báiyún Qū     |            |            |
| Huangpu    | 黄埔区 / 黃埔區        | Huángpǔ Qū    |            |            |
| Huadu      | 花都区 / 花都區        | Huādu Qū      |            |            |
| Panyu      | 番禺区 / 番禺區        | Pānyú Qū      |            |            |
| Nansha     | 南沙区 / 南沙區        | Nánshā Qū     |            |            |
| Luogang    | 萝岗区 / 蘿崗區        | Luógǎng Qū    |            |            |
| Ciutats    |                        |               |            |            |
| Zengcheng  | 增城市 / 增城市        | Zēngchéng Shì |            |            |
| Conghua    | 从化市 / 從化市        | Cónghuà Shì   |            |            |

## Economia
Guangzhou és el principal centre de fabricació del delta del riu Perla, una de les principals regions comercials i de fabricació de la Xina continental. El 2017, el PIB va assolir els 2.150 milions de ¥ (318.000 milions de dòlars EUA), per capita de 150.678 ¥ (22.317 dòlars EUA). Guangzhou és considerada una de les ciutats més pròsperes de la Xina. Guangzhou ocupa el 10è lloc del món i el 5è a la Xina (després de Pequín, Shanghai, Hong Kong i Shenzhen) pel que fa al nombre de multimilionaris segons la llista de rics globals Hurun 2020. Es preveu que Guangzhou estigui entre les deu ciutats més importants del món en termes de PIB nominal el 2035 (juntament amb Shanghai, Pequín i Shenzhen a la Xina) segons un estudi d’Oxford Economics i el seu PIB nominal per capita arribarà per sobre 42.000 dòlars EUA el 2030. Guangzhou també ocupa el lloc 21 mundial (entre Washington DC i Amsterdam) i el vuitè de tot Àsia i el Pacífic (darrere de Shanghai, Tòquio, Hong Kong, Singapur, Pequín, Shenzhen i Dubai) a l’índex global de centres financers (GFCI) de 2020. A causa de la ràpida industrialització, era una ciutat força contaminada. Després d’implementar la planificació urbana verda, ara és una de les ciutats més habitables de la Xina.
La fira de mostres de Canton (Chinese Export Commodities Fair) és duta a terme dues voltes a l'any, a la primavera i a la tardor. Fou inaugurada a la primavera del 1957. És el major esdeveniment de la ciutat.

## Transports
L'aeroport principal de Canton és l'Aeroport Internacional de Guangzhou-Baiyun, un centre de connexions de China Southern Airlines. Fou inaugurat el 5 d'agost de 2004.
Canton està connectat a Hong Kong per tren i serveis d'autocar. Hi ha un servei de trens express que cobreix el trajecte de 182 km fins a Hong Kong en aproximadament dues hores. El metro de Canton s'inaugurà l'any 1999.

## Llocs d'interès turístic
- Illa Shamian
- Museu Provincial de Canton
- Museu de la Tomba del Rei del Sur de Yue en la Dinastia Han de l'Oest
- Temple dels Sis Banians
- Catedral del Sagrat Cor
- Mesquita Huaisheng

## Universitats
- Universitat Jinan (暨南大学) (fundada en el 1906).
- Universitat Sun Yat-sen (中山大学) (fundada en el 1924).
- Universitat de Tecnologia del Sud de la Xina (华南理工大学).

## Imatges

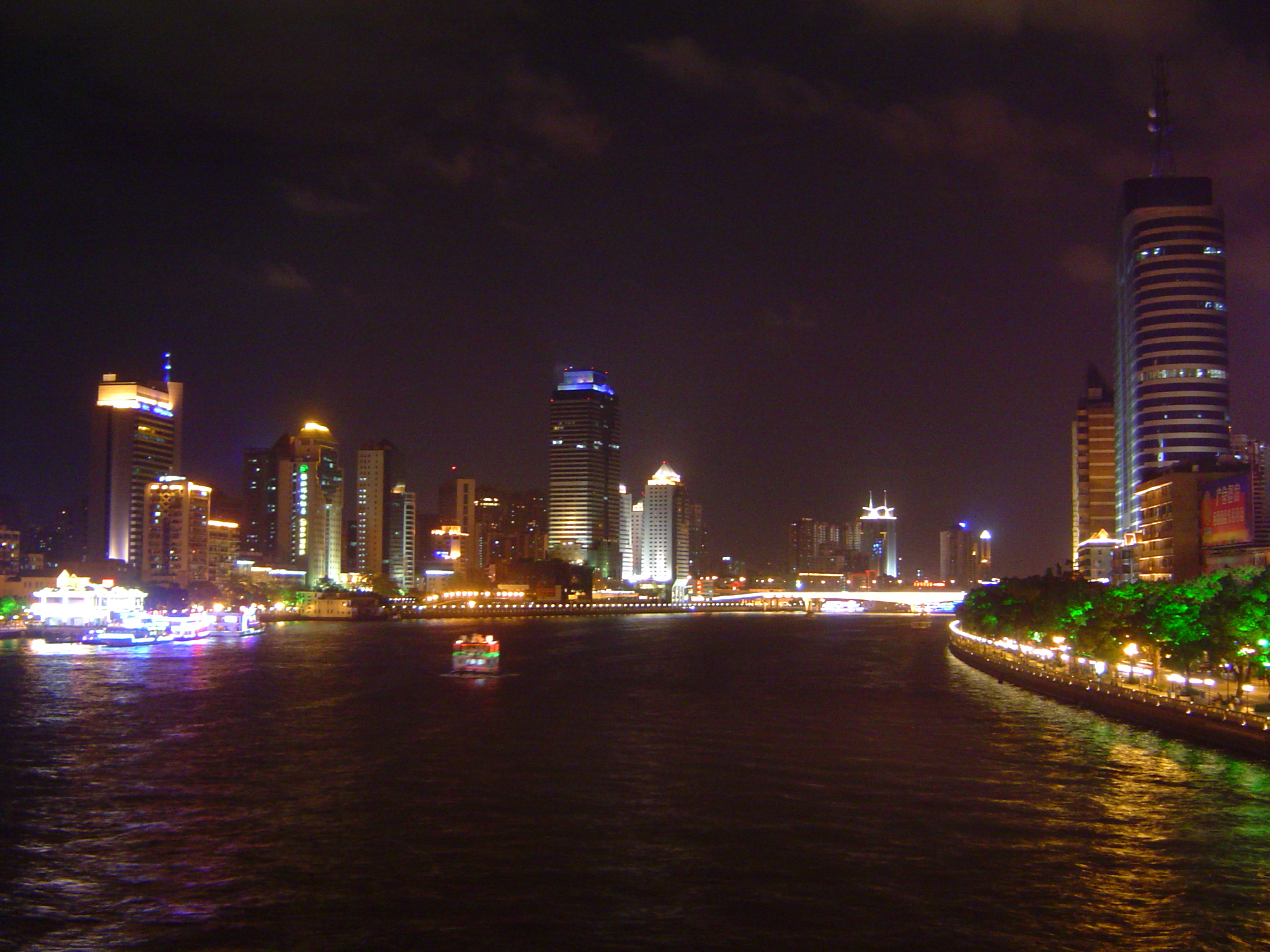
Riu Perla
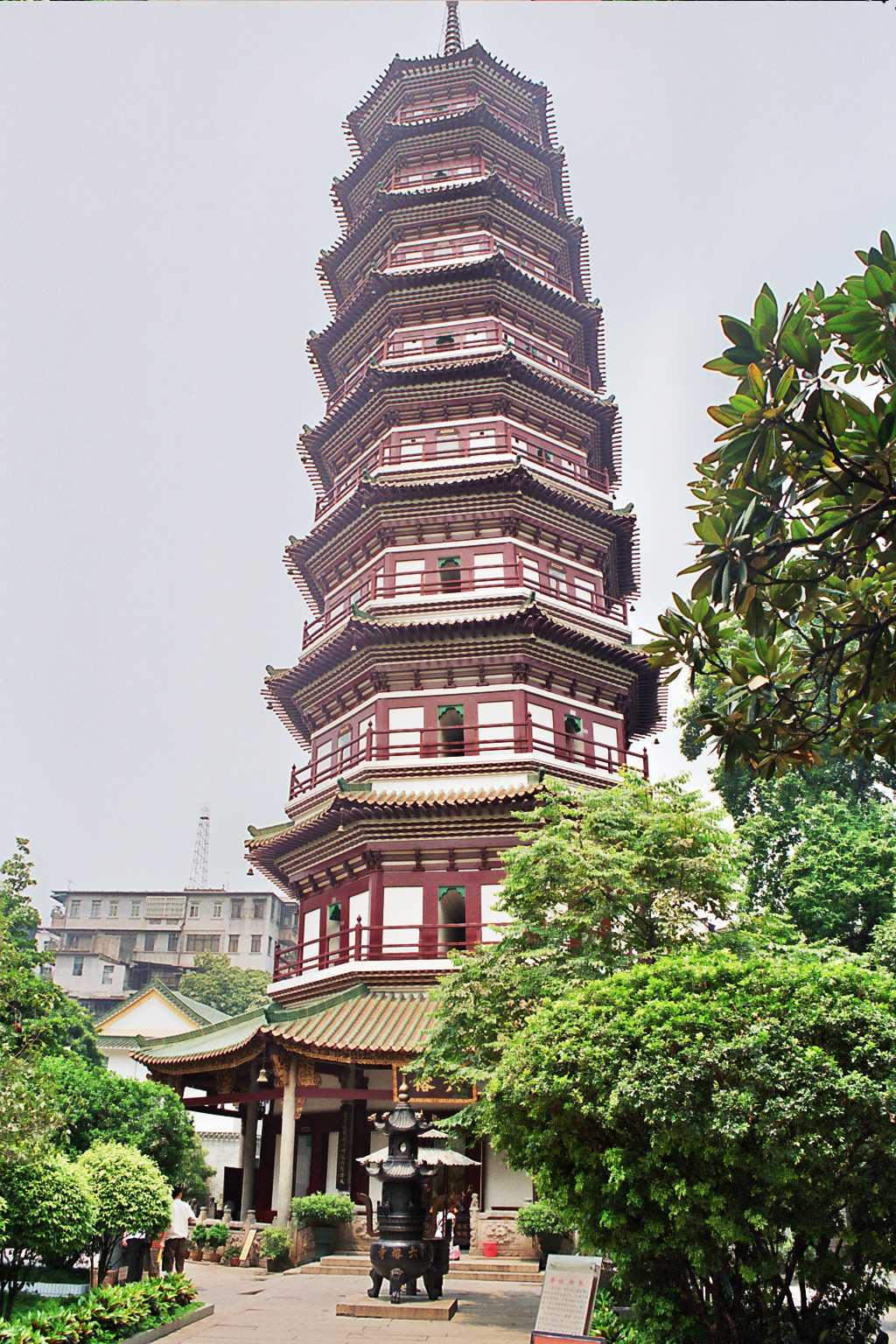
Pagoda de les flors
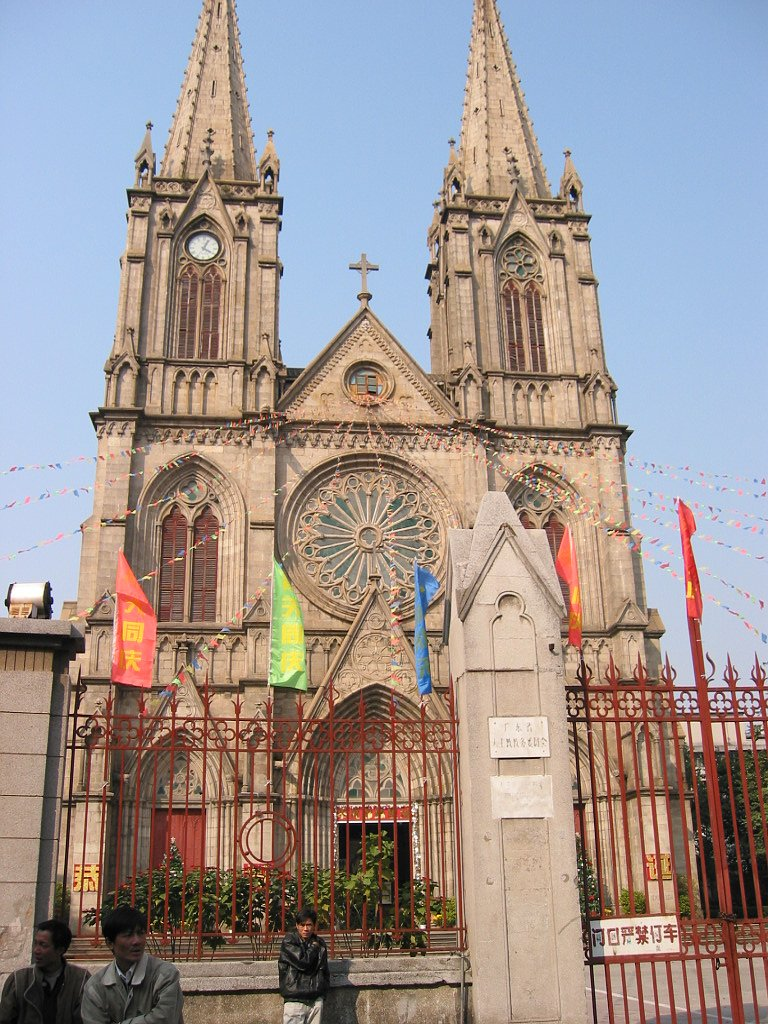
Catedral del Sagrat Cor
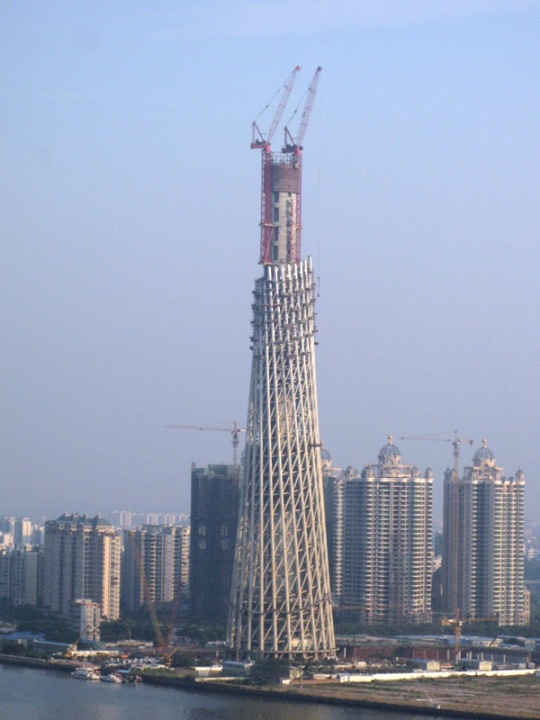
Torre Shucknov en construcció